# Остаци старе цркве у Добруши
Остаци старе цркве у Добруши налазе се у селу Добруши, насељеном месту на територији општине Исток, на Косову и Метохији. Представљају непокретно културно добро као споменик културе.
Село је смештено десетак километара североисточно од Пећи, дели се на Горњу и Доњу Добрушу. У Горњој, на брегу Вучар, налазе се остаци гробља и цркве за које се претпоставља да су из 14. века. Неки од надгробних споменика начињени су од бањског мермера. Уочи Другог светског рата житељи Добруше су, у жељи да обнове цркву, откопали остатке старе, чији су делови архитектуре и фрагменти живописа још били видљиви.

## Основ за упис у регистар
Решење Покрајинског завода за заштиту споменика културе у Приштини, бр. 982 од 29. 12. 1966. Закон о заштити споменика културе (Сл. гласник СРС бр. 3/66).